# Zingiber nigrimaculatum
Zingiber nigrimaculatum är en enhjärtbladig växtart som beskrevs av Shao Quan Tong. Zingiber nigrimaculatum ingår i släktet Zingiber och familjen Zingiberaceae. Inga underarter finns listade i Catalogue of Life.